# Saint-Vallier-de-Thiey
Saint-Vallier-de-Thiey, do leta 1957 le Saint-Vallier, je naselje in občina v jugovzhodnem francoskem departmaju Alpes-Maritimes regije Provansa-Alpe-Azurna obala. Leta 2019 je naselje imelo 3.600 prebivalcev.

## Geografija
Kraj leži v pokrajini Provansi ob reki Siagne, 12 km severozahodno od Grassa.

## Administracija
Saint-Vallier-de-Thiey je sedež istoimenskega kantona, v katerega so poleg njegove vključene še občine Cabris, Escragnolles, Peymeinade, Saint-Cézaire-sur-Siagne, Spéracèdes in Le Tignet z 20.370 prebivalci.
Kanton je sestavni del okrožja Grasse.